# Mittitjärnen (Degerfors socken, Västerbotten)
Mittitjärnen är en sjö i Vindelns kommun i Västerbotten och ingår i Umeälvens huvudavrinningsområde.